# Hominy
Hominy é uma cidade localizada no estado norte-americano de Oklahoma, no Condado de Osage.

## Demografia
Segundo o censo norte-americano de 2000, a sua população era de 2584 habitantes.
Em 2006, foi estimada uma população de 3713, um aumento de 1129 (43.7%).

## Geografia
De acordo com o United States Census Bureau tem uma área de
5,1 km², dos quais 5,1 km² cobertos por terra e 0,0 km² cobertos por água. Hominy localiza-se a aproximadamente 233 m acima do nível do mar.

## Localidades na vizinhança
O diagrama seguinte representa as localidades num raio de 24 km ao redor de Hominy.